# Cotagaita (gemeente)
Cotagaita is een gemeente (municipio) in de Boliviaanse provincie Nor Chichas in het departement Potosí. De gemeente telt naar schatting 33.715 inwoners (2018). De hoofdplaats is (Santiago de) Cotagaita.